# شمعون واتانابي
شمعون واتانابي (باليابانية: 渡邉 志門) (10 ديسمبر 1990 في هيروشيما في اليابان – )؛ هو لاعب كرة قدم كان يلعب كمدافع.

## وصلات خارجية
- شمعون واتانابي على موقع رابطة كرة القدم اليابانية للمحترفين (اليابانية)
- شمعون واتانابي على موقع قاعدة بيانات كرة القدم.إي يو (الإنجليزية)
- شمعون واتانابي على موقع Soccerway.com (الإنجليزية)